# Östra Storgatan

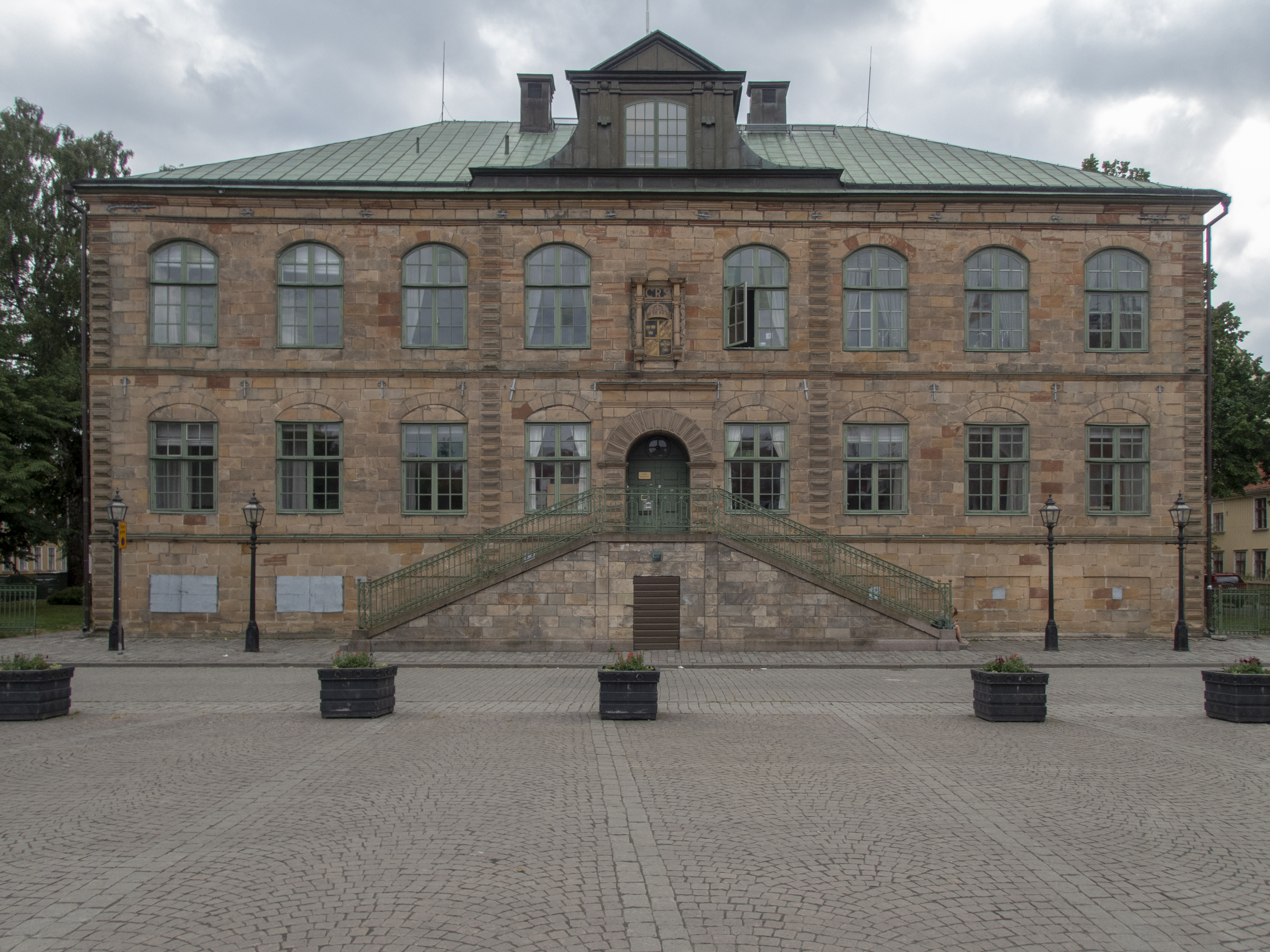
Göta hovrätts byggnad

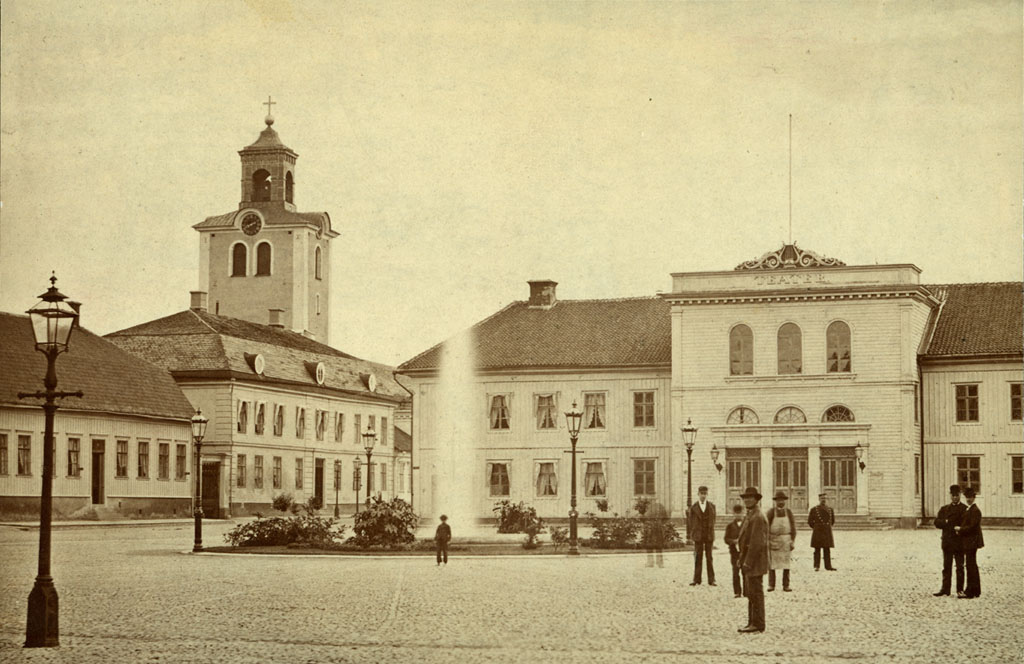
Hovrättstorget med gamla Jönköpings teater, före 1904

Östra Storgatan är en gata i stadsdelen Öster i Jönköping. Den går mellan Hamnkanalen mellan Vättern och Munksjön och gränsen till stadsdelen Rosenlund, där den övergår i Huskvarnavägen.
Jönköping grundades på 1200-talet och staden byggdes upp väster om nuvarande Hamnkanalen. Det som nu är Östra Storgatan var då den öst-västliga huvudstråket, som gick över den smala sandreveln mellan sjöarna i Jönköping. År 1612 brändes staden ned inför en väntad dansk belägring av Jönköpings slott. När staden byggdes upp igen, skedde detta öster om Hamnkanalen och Östra Storgatan blev huvudgatan i den nya stadsdelen Öster.
Mellan 1907 och 1958 trafikerade Jönköpings Spårvägar Östra Storgatan på hela dess sträcka. Östra Storgatan öster om järnvägsundergången vid Liljeholmen var tidigare en del av Riksväg 1. Från 1991 är Östra Storgatan mellan Vindbron och Hovrättstorget en gågata.

## Byggnader och platser utmed Östra Storgatan
- Vindbron
- Stora hotellet
- Handelsbankens byggnad
- Hoppets torg
- Smålands Enskilda Bank
- Hovrättstorget
- Gamla Rådhuset
- Göta hovrätts byggnad
- Jönköpings teater
- Kristinagården
- Kristinakyrkan
- Klockaregården och Millqvistska gården
- Gamla länsresidenset
- Allmänna Brands huvudkontor
- Ulfsparregården
- Vedtorget
- Undergången
- Östra folkskolan, senare Liljeholmsskolan, från 1871
- Dag Hammarskiölds födelsehus
- Korskyrkan

## Bildgalleri

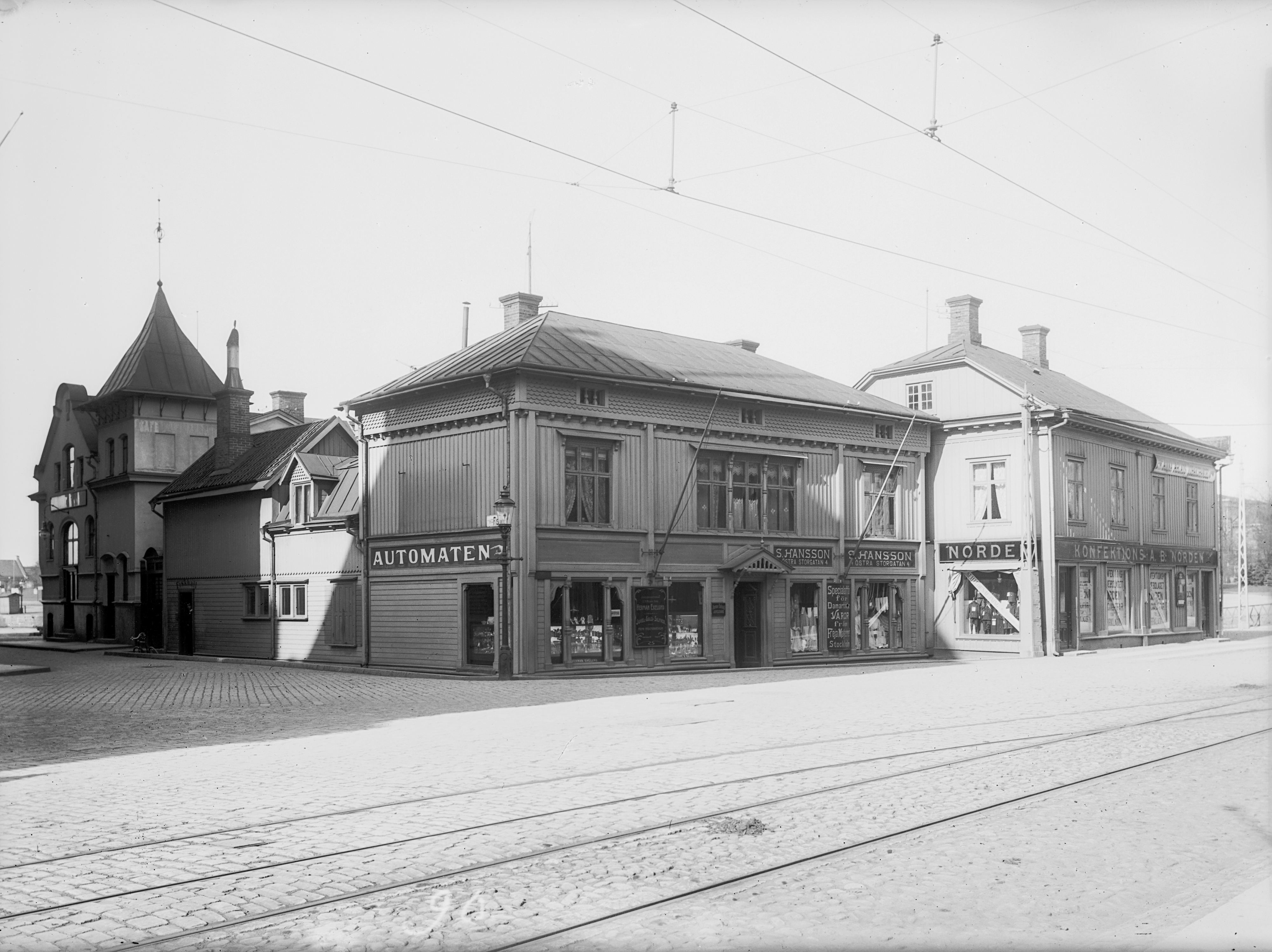
Östra Storgatan 2 och 4, kvarteret Arken, 1908
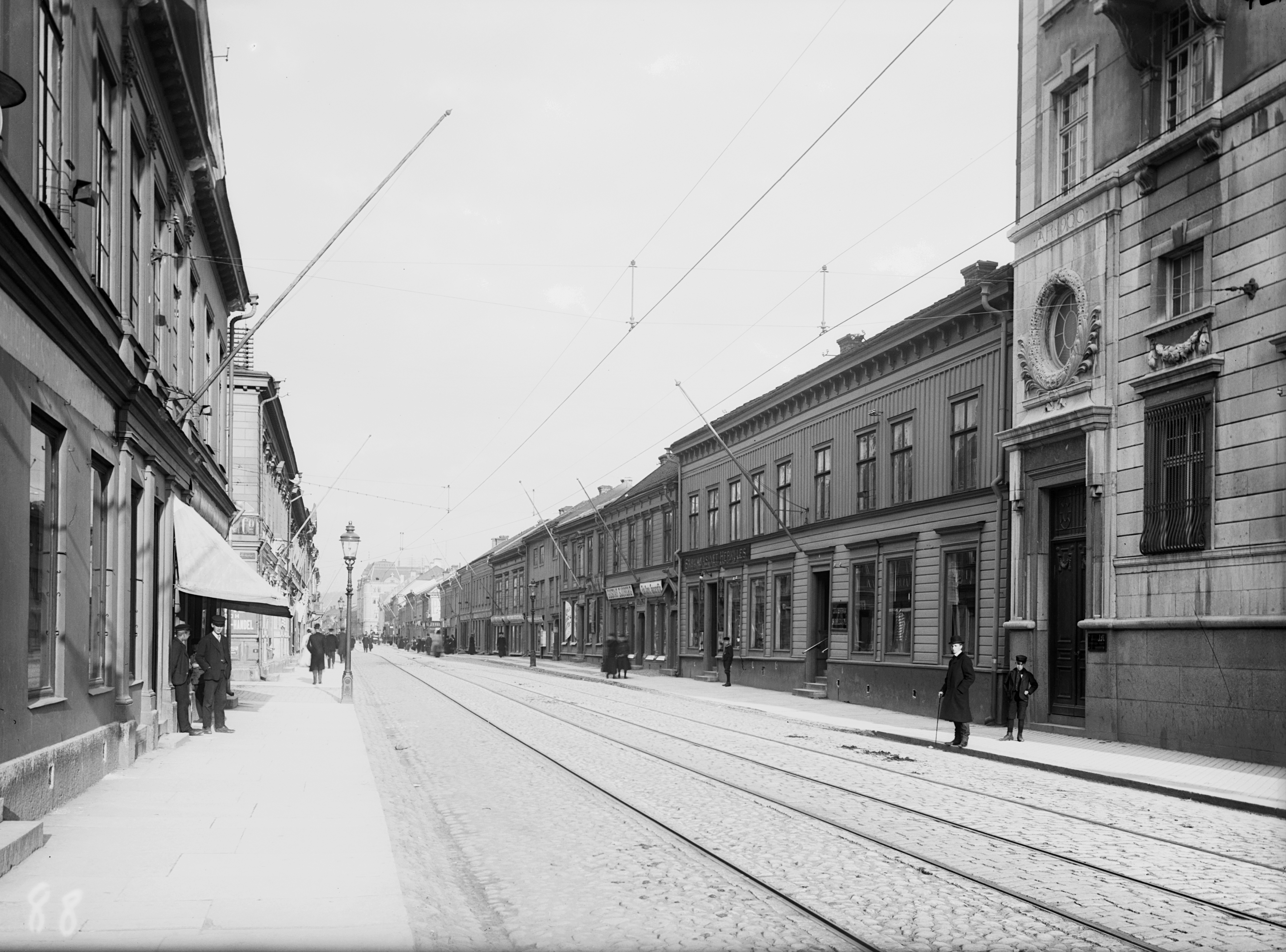
Östra änden av Östra Storgatan, tidigt 1900-tal
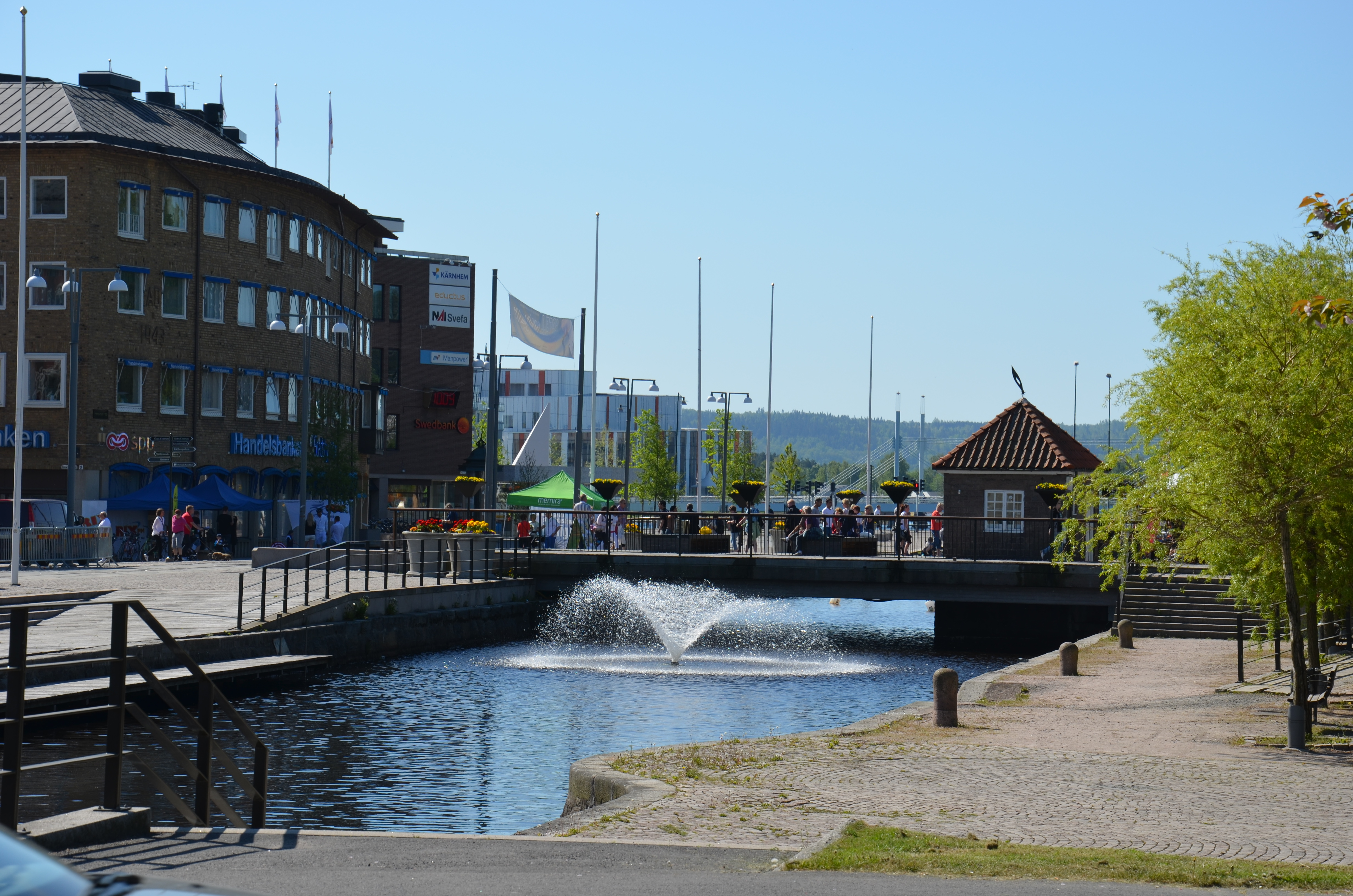
Vindbron över Hamnkanalen
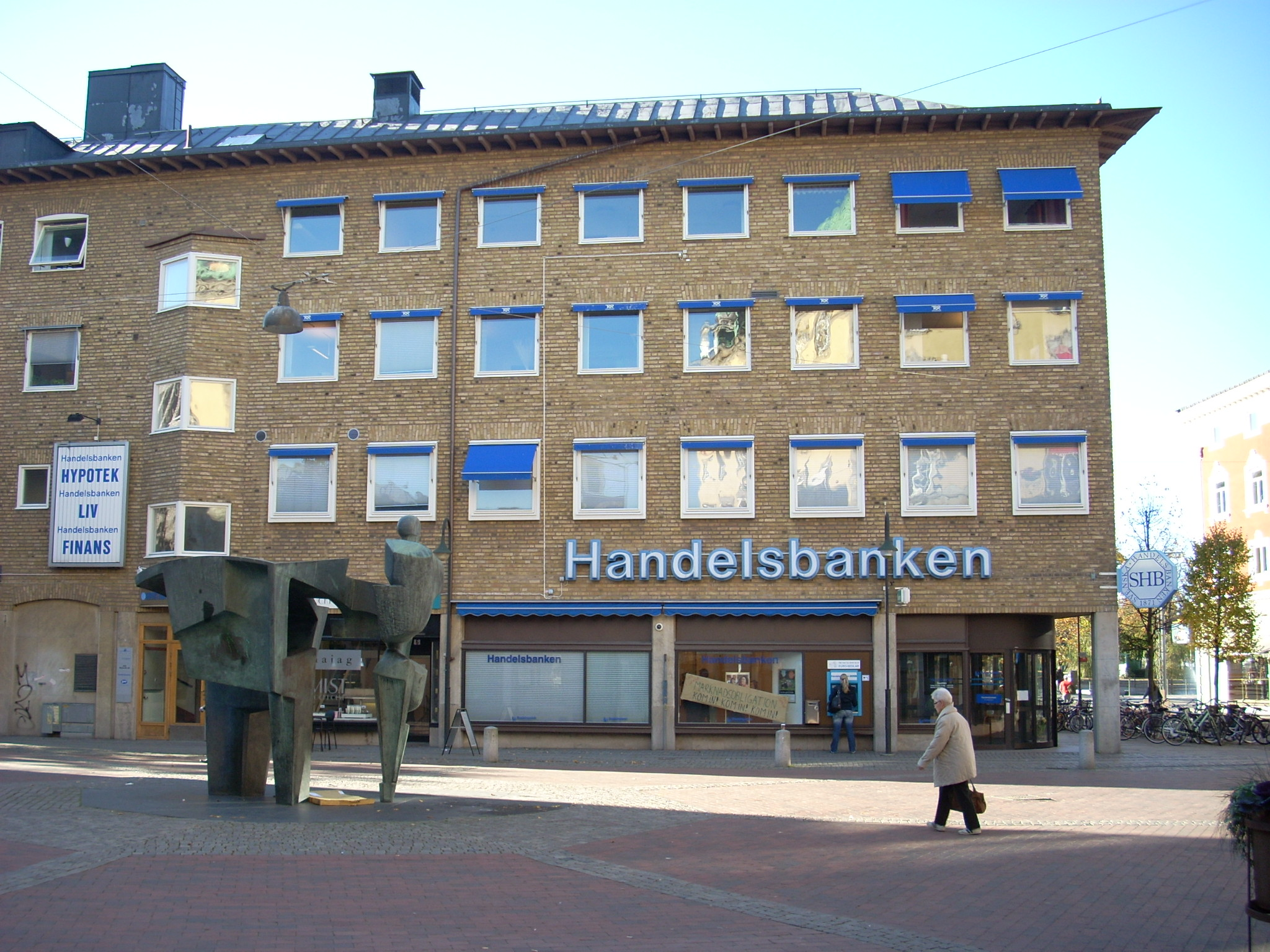
Handelsbanken mot Hoppets torg, ritad av Kjell Westin, 1943
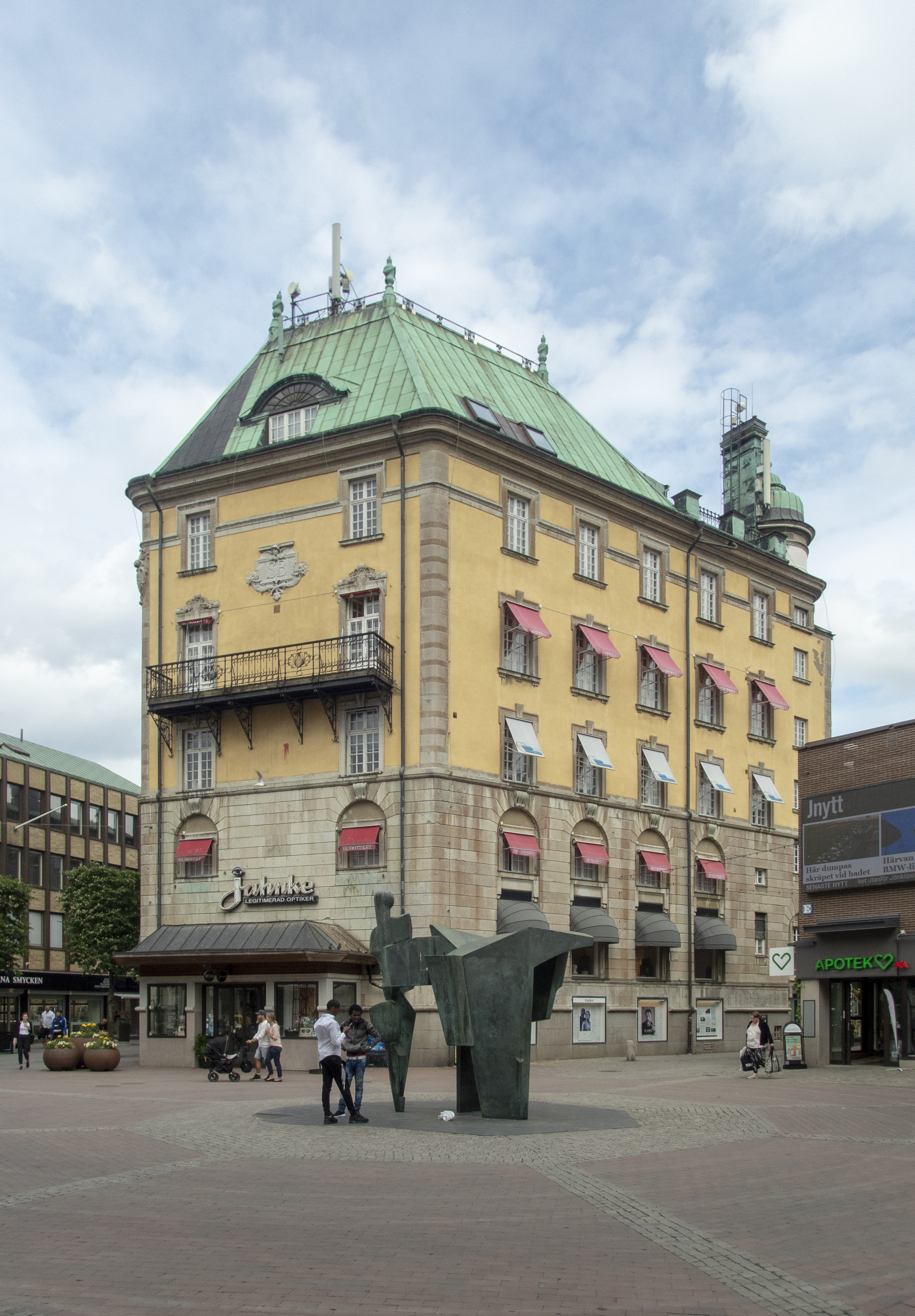
Smålands Enskilda Bank
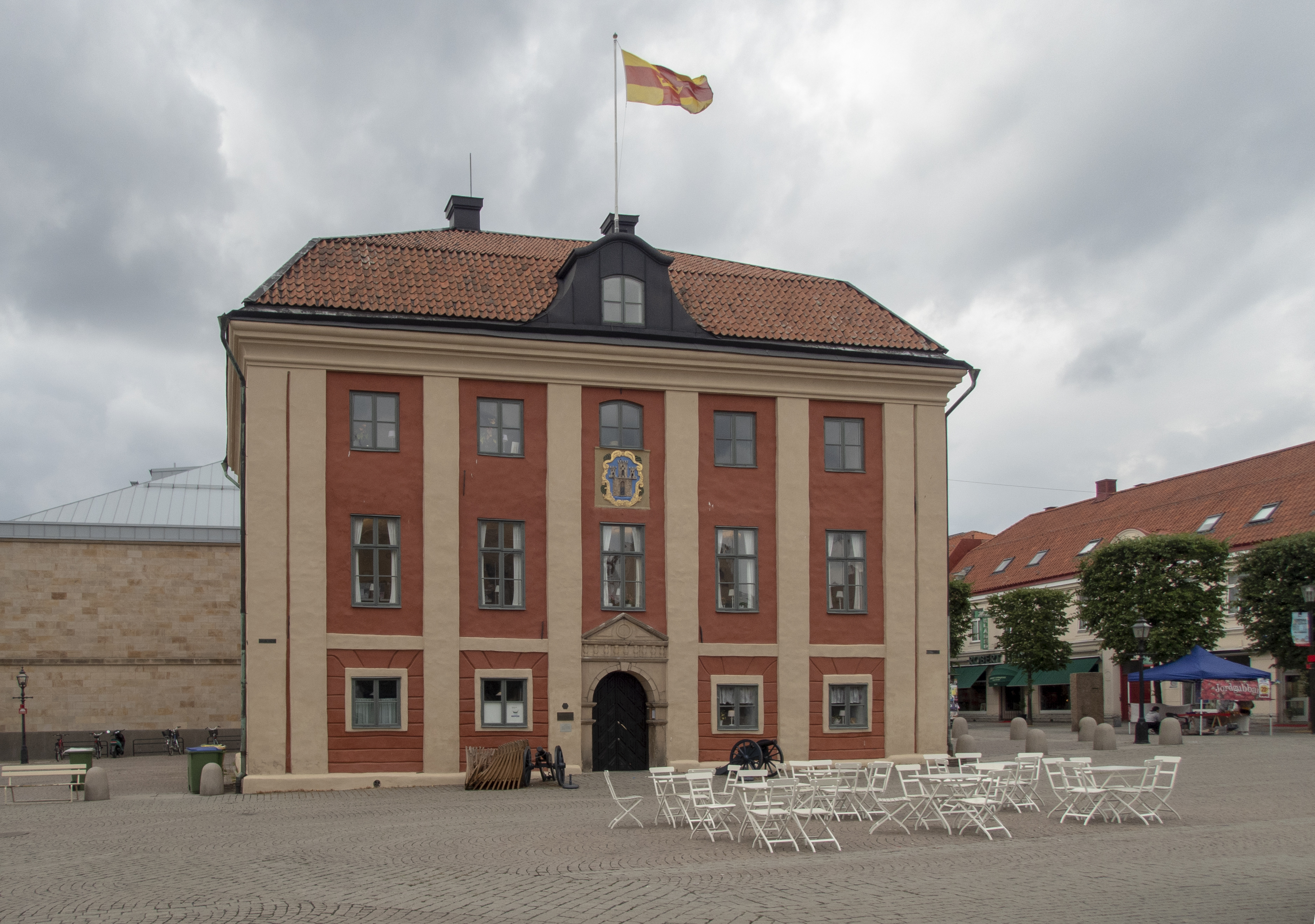
Gamla Rådhuset
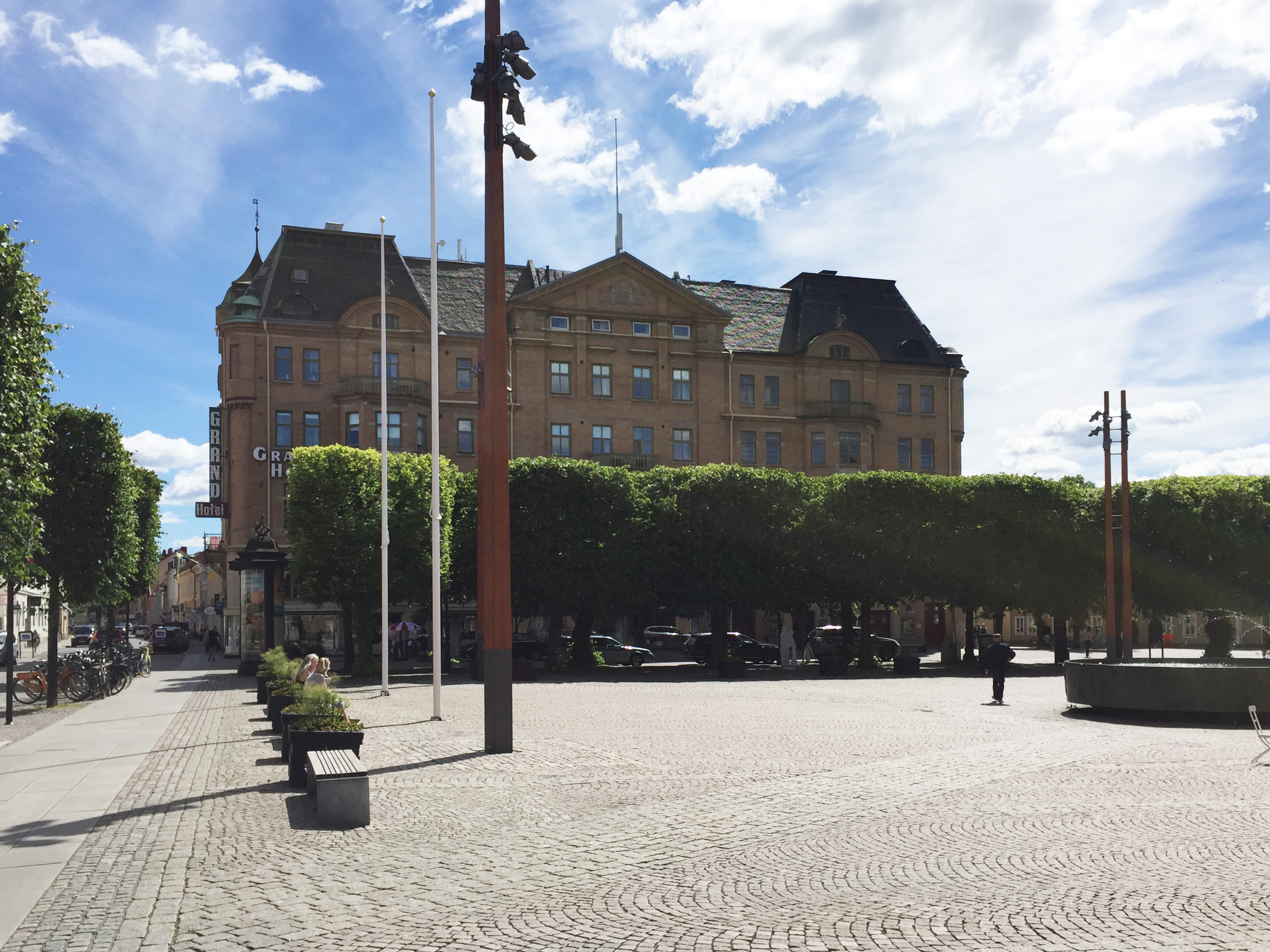
Jönköpings teater
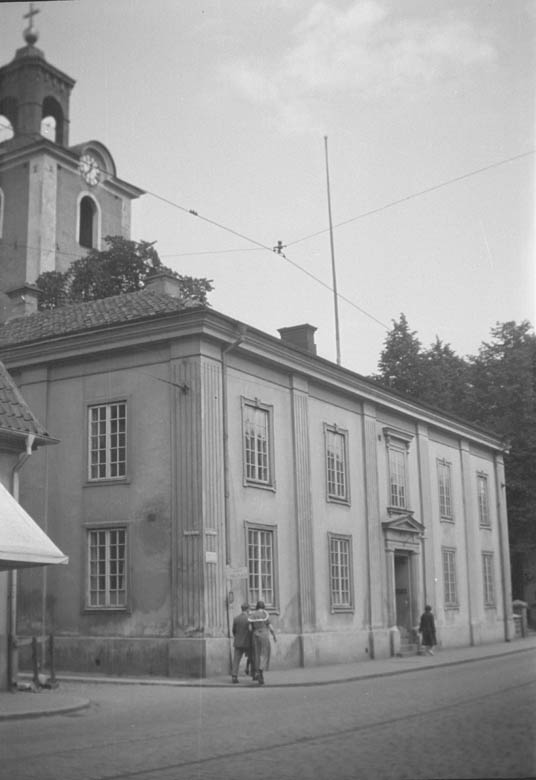
Kristinagården
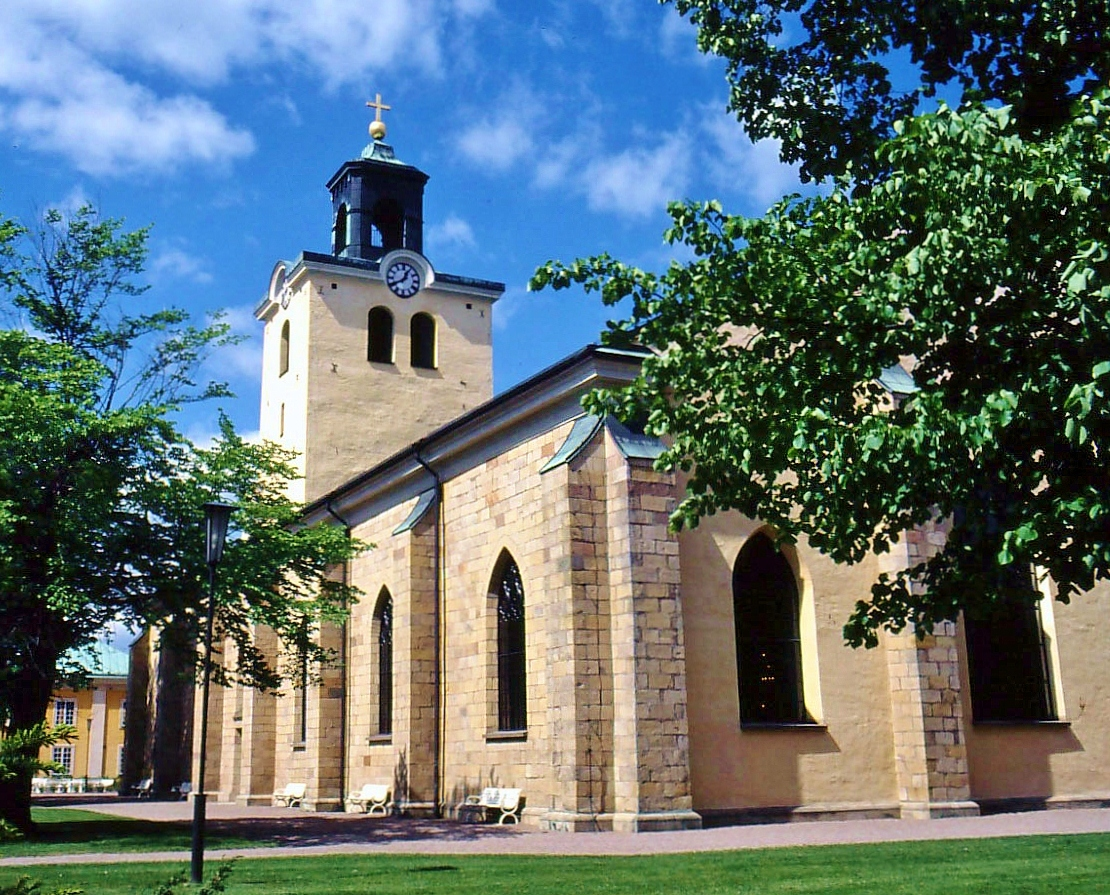
Kristinakyrkan
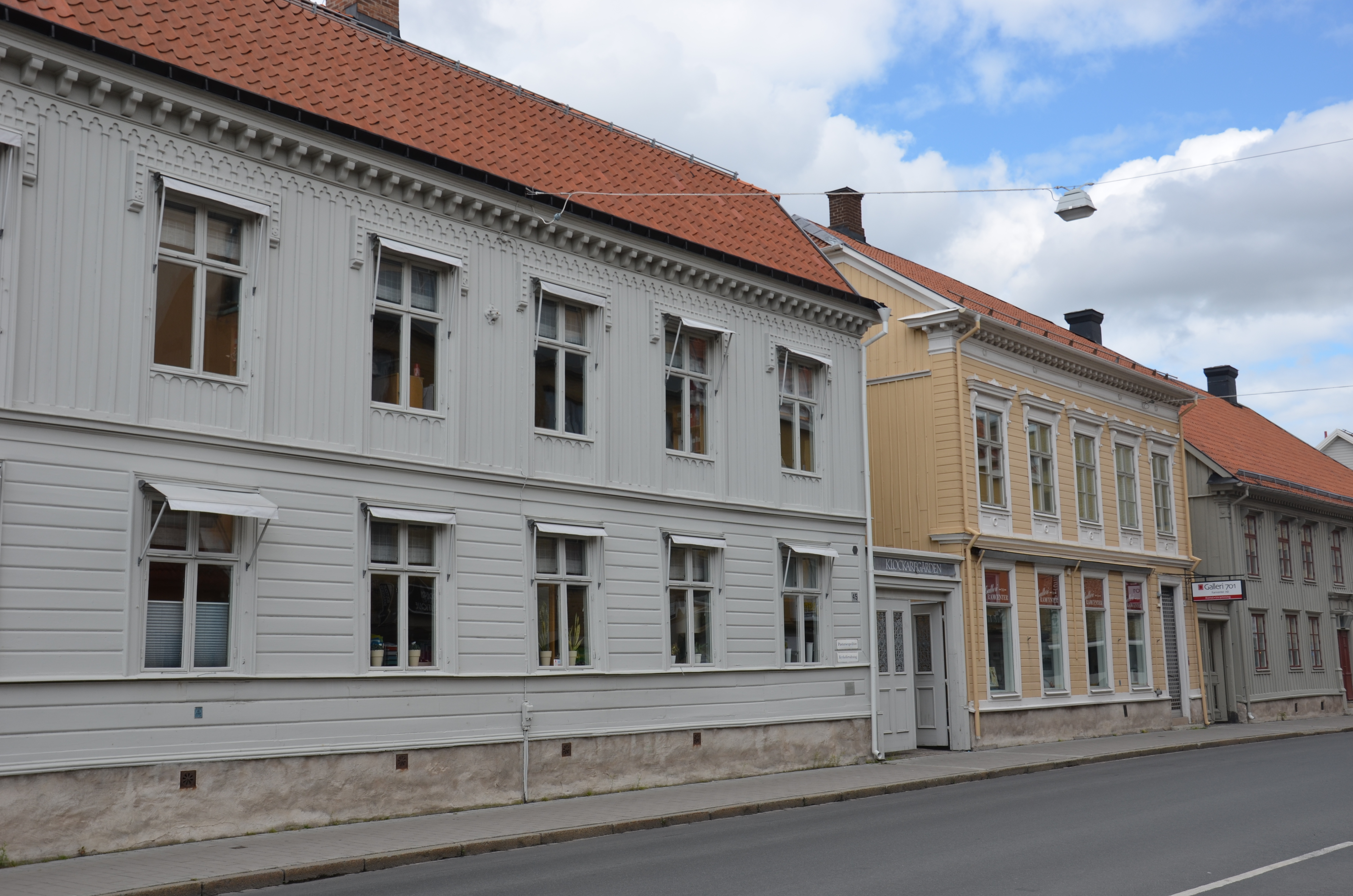
Klockaregården och Millqvistska gården
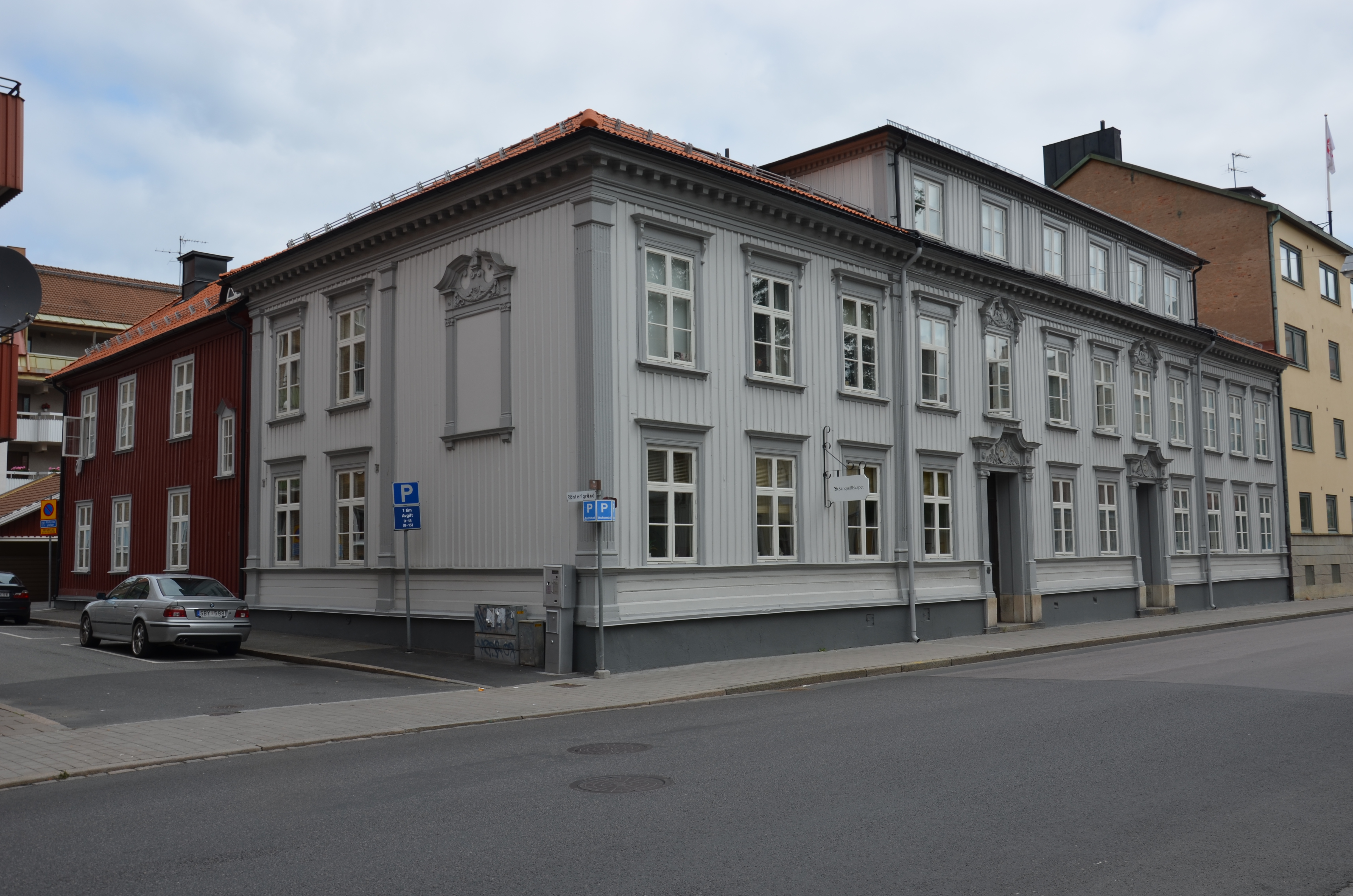
Gamla länsresidenset från 1795
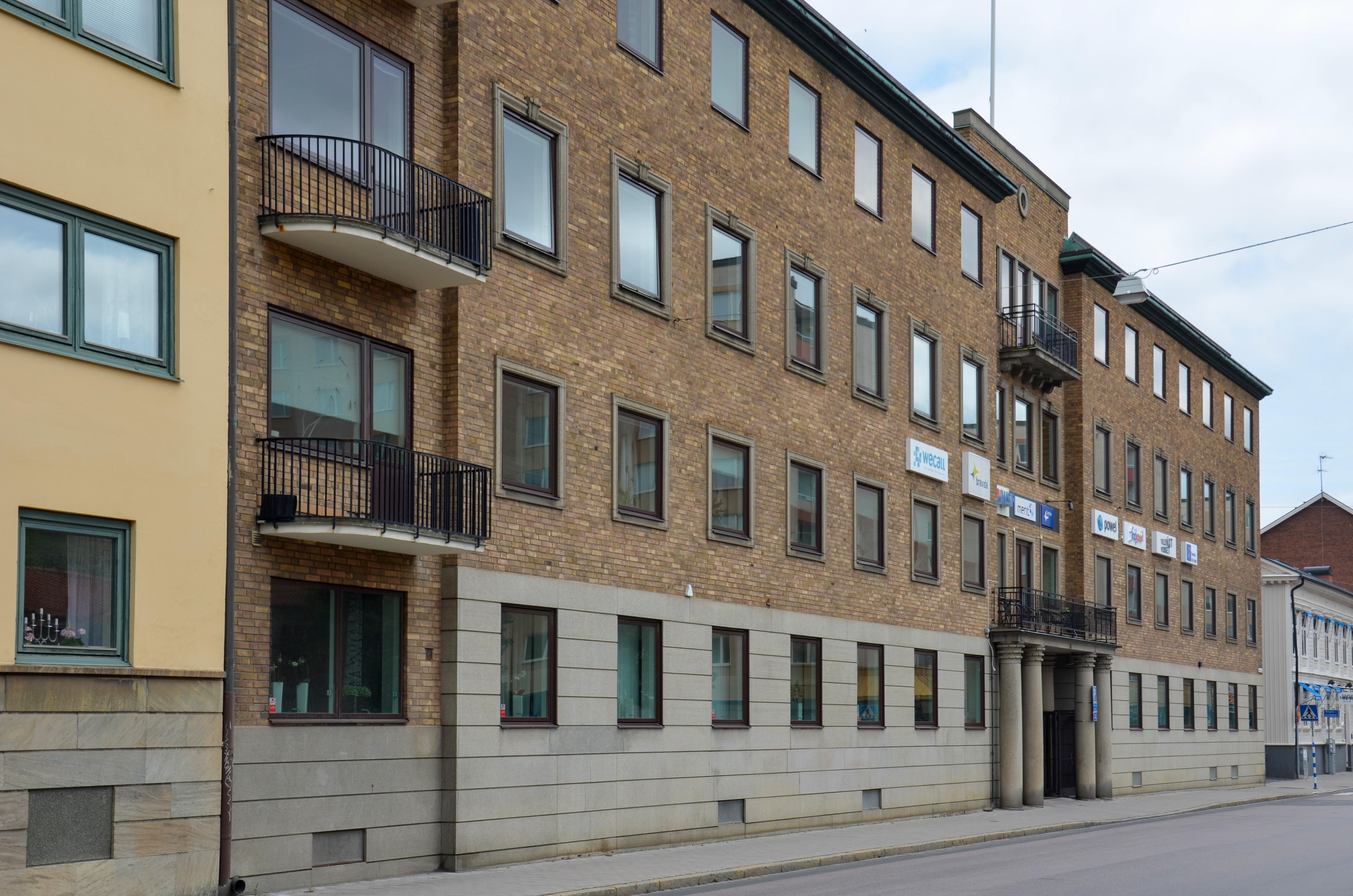
Allmänna Brands huvudkontor
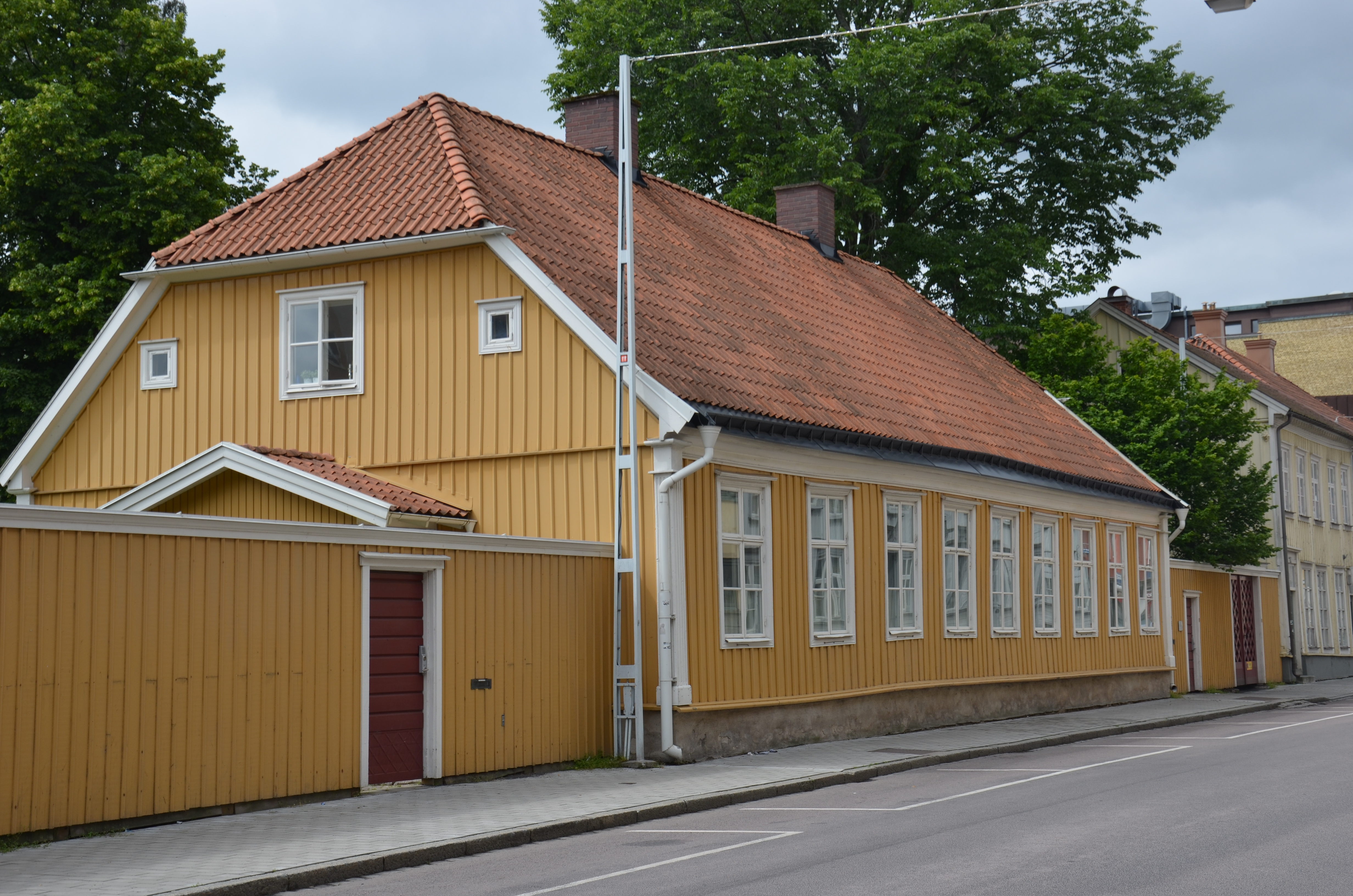
Ulfsparregården från 1790
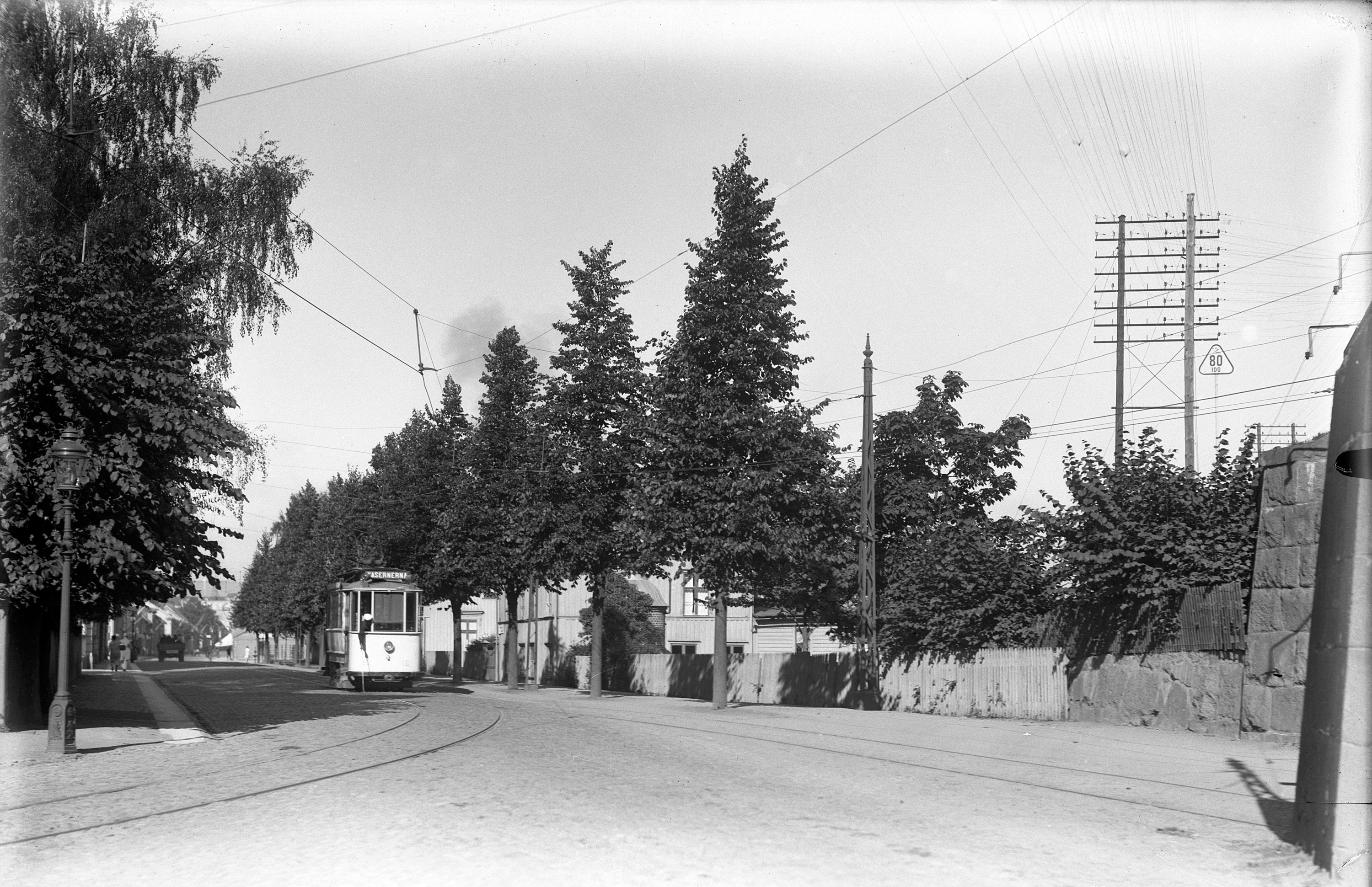
Korsningen Östra Storgatan/Artillerigatan innan Norra Strandgatan dragits fram till Undergången, 1920
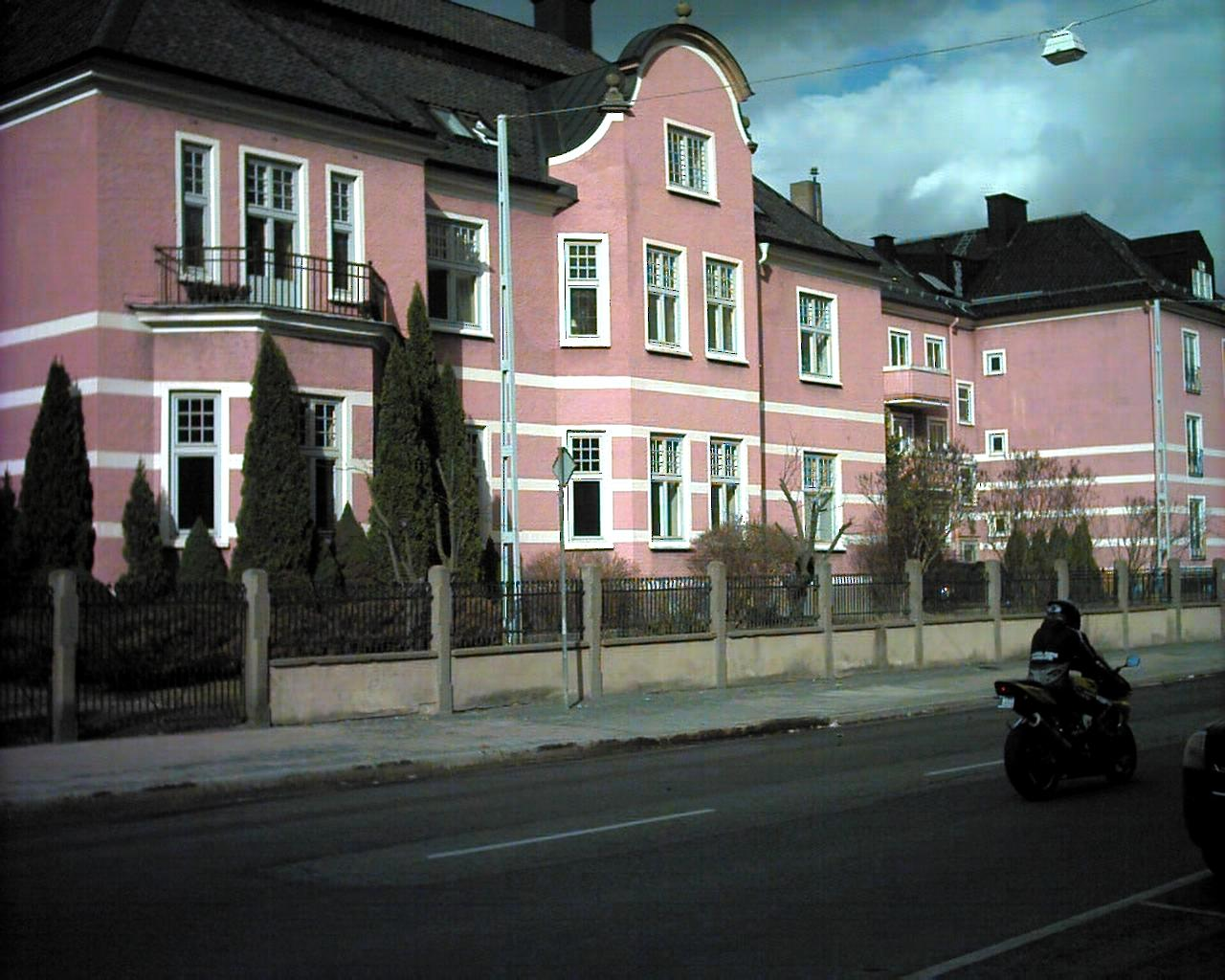
Huset där Dag Hammarskiöld föddes
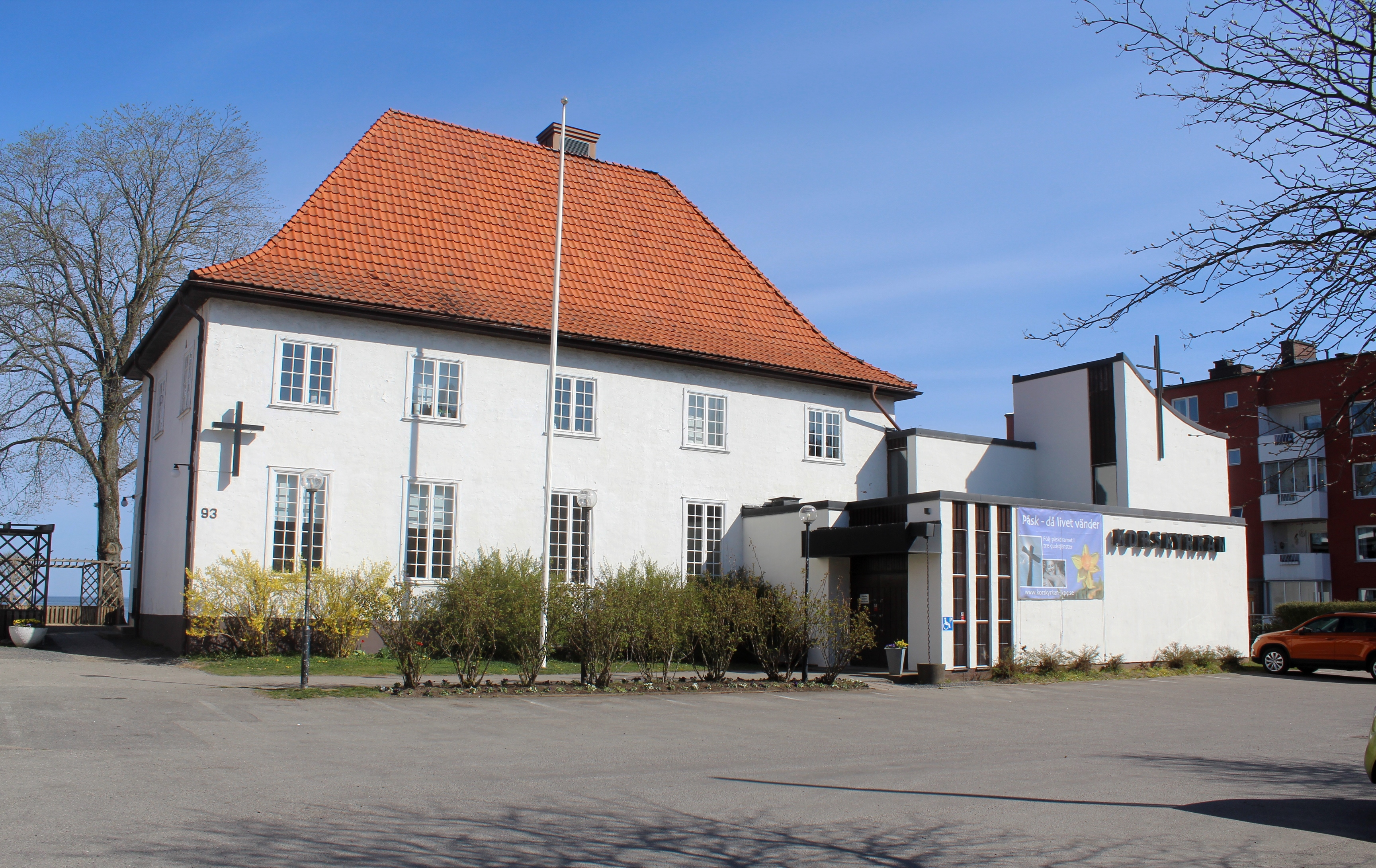
Korskyrkan